# Martin von Nathusius

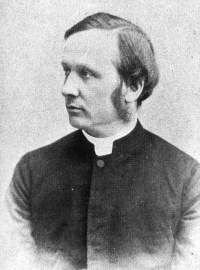
Martin Friedrich von Nathusius, etwa 1880

Martin Friedrich von Nathusius (* 24. September 1843 in Althaldensleben; † 9. März 1906 in Greifswald) war ein deutscher Hochschullehrer und konservativer Reformtheologe evangelisch-lutherischen Bekenntnisses.

## Leben
Das zweite von acht Kindern des Ehepaares Philipp von Nathusius und Marie Nathusius geb. Scheele wuchs zunächst im vom Vater vorübergehend bewirtschafteten ehemaligen Klostergut in Althaldensleben und später in Neinstedt auf; dort errichteten die Eltern ab 1849 die späteren Neinstedter Anstalten. Ab 1856 besuchte Nathusius das Gymnasium in Quedlinburg. 1862 bestand er das Abitur und begann mit dem Theologie-Studium in Heidelberg, welches er in Halle (bei dem pietistischen Theologen August Tholuck, der einen prägenden Einfluss auf ihn ausüben sollte) fortsetzte. Nach dem Tode seines Vaters wurde er 1873 innerhalb der Evangelischen Landeskirche in Preußen vom evangelischen Pfarramt Wernigerode nach Quedlinburg an die St. Benedictikirche versetzt (Misericordias Domini als zweiter Pfarrer eingeführt), um parallel das auf ihn übergegangene Amt des Vorstehers der Neinstedter Anstalten besser wahrnehmen zu können. Dieses Amt hatte er bis zu seinem Tode inne.
1879 wurde er Mitgründer und Herausgeber der Allgemeinen Konservativen Monatsschrift für das christliche Deutschland, einer Nachfolgerin des 1844 gegründeten Volksblattes für Land und Stadt zur Belehrung und Unterhaltung, das bereits sein Vater von 1849 bis 1871 geleitet hatte und welches dann von ihm als Schriftleiter übernommen worden war. Statt der wöchentlichen Erscheinungsweise, in der das Volksblatt erschienen war, wurde die Allgemeine Konservative Monatsschrift nur noch im Monatsrhythmus herausgegeben. Der Titel distanzierte sich – wie sein Vorgänger während des Kulturkampfes – zwar häufig von der Bismarck’schen Politik, wurde jedoch – anders als die von seinem Bruder Philipp von Nathusius-Ludom geleitete Kreuz-Zeitung – nicht zu einem reinen Oppositionsblatt. Martin von Nathusius publizierte in der Allgemeinen Konservativen Monatsschrift regelmäßig seine Kirchlichen Monatsberichte. 1882 wurde neben Nathusius auch der langjährige Mitarbeiter Dietrich von Oertzen Mitherausgeber.

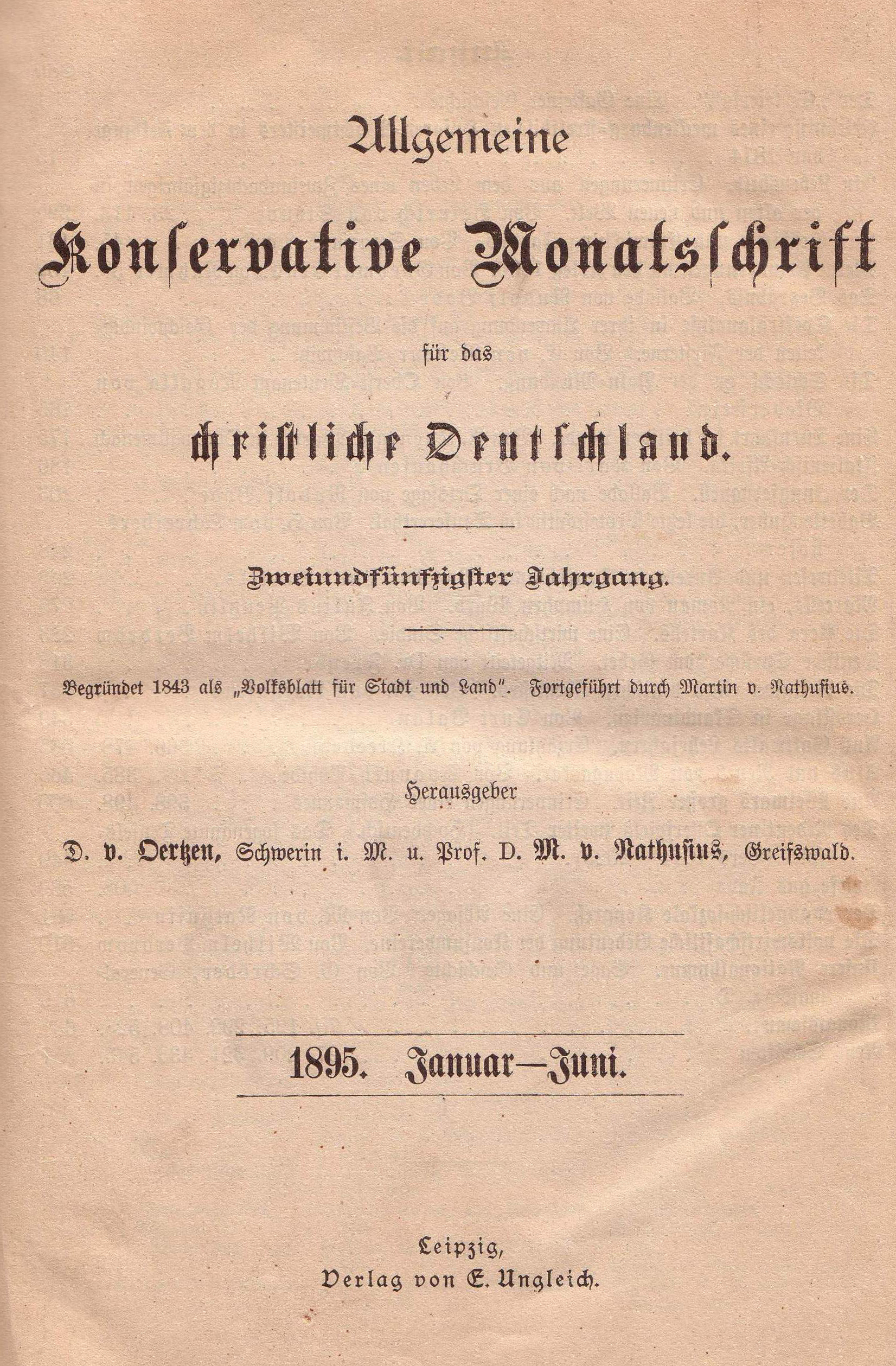
Allgemeine konservative Monatsschrift

1885 wurde Nathusius als Pfarrer nach Barmen-Wupperfeld versetzt, 1888 erhielt er den Ruf auf die Professur für praktische Theologie an der Universität Greifswald, 1889 verlieh ihm die Greifswalder Universität den Ehrendoktor. Er gehörte 1897 zu den Gründern der Freien Kirchlich-Sozialen Konferenz. 1898 wurde er mit dem Roten Adlerorden 4. Klasse als „wissenschaftlich tüchtiger Vertreter der praktischen Theologie“ ausgezeichnet. Im November 1904 erlitt er einen Schlaganfall, von dem er sich bis zu seinem Tode 1906 nicht mehr erholen sollte. Sein Grab befindet sich in Neinstedt.

## Verfechter sozial-konservativer Positionen
Geprägt von den christlich-sozialen Vorstellungen (Innere Mission) seiner Eltern und deren sehr praktischer Umsetzung zunächst in Althaldensleben (Gründung einer Rettungsanstalt für verwahrloste Kinder) und später in Neinstedt (Gründung eines Knabenrettungs- sowie eines Brüderhauses auf dem Lindenhof), vertrat Nathusius zeitlebens eine sehr konservative und praxisorientiert-seelsorgerische Theologie. Die stark pietistisch-erwecklich geprägte Bibelfrömmigkeit, die seine Mutter Marie Nathusius in ihren zahlreichen Werken zeigte, verband er mit einer kritischen Gegenwartsdiagnose zur Forderung aktiven Handelns der Kirche im sozialen Bereich. Insofern stand er der Greifswalder Schule des Otto Zöckler und des Schweizer Theologen Samuel Oettli (1846–1911) und des Architekten Christoph Riggenbach (1810–1863) nahe. In den dreißig Jahren seiner Tätigkeit als Vorsteher der Neinstedter Anstalten konnte er viele seiner Überzeugungen zugunsten Bedürftiger umsetzen. Als Konservativer lehnte Nathusius jedoch sozialistische Entwicklungen in Staat und Kirche ab; auch verharrte er in einem sehr konservativen Rollenverständnis zu Frauen.
Nathusius’ christlich-leitendes Weltbild basierte auf dem Glauben, dass das Paradies nicht auf Erden, sondern erst nach Tod und Auferstehung zu erreichen sei. Das Erwecken von Hoffnung auf eine Besserstellung Bedürftiger im irdischen Dasein sah er als eine Gefahr, da solche Hoffnungen enttäuscht werden müssten. Die praktische Unterstützung der notleidenden Klasse sah er als Verpflichtung aus dem Glauben an, sie müsse aber mit der Verkündigung der Hoffnung auf ein Leben nach dem Tod verbunden werden. Eine Verwässerung der altchristlichen Lehre bis hin zur Forderung nach „menschlich-fleischlichem Wohlmeinen“ sah er als große Gefahr: „Am deutlichsten offenbarte sich der dem unserigen entgegengesetzte theoretische Standpunkt vielleicht am Schluß des Harnackschen Referates in Frankfurt (siehe auch ESK weiter unten, Anmerk. d. Verf.), wo aus der altchristlichen Trilogie von Glaube, Liebe, Hoffnung die letztere entfernt und an ihre Stelle die Bildung gesetzt wurde. Die Verdiesseitigung des Christentums konnte nicht frappanter zum Ausdruck kommen.“
Seine altkonservative Weltanschauung formulierte Nathusius an anderer Stelle so: „... erstlich, daß es eine von Gott ... für die Welt bestimmte Ordnung giebt, eine göttliche Weltordnung, die in wesentlichen Punkten gestört ist – und zweitens, daß es eine göttliche That giebt, die Erlösung Jesum Christum, welche die göttliche Weltordnung wiederherzustellen bestimmt ist. Alles Unheil liegt in der Störung der göttlichen Ordnung und der Loslösung von seinem Willen. Alles Heil besteht in der Zurückführung zu demselben.“

## Evangelisch-Sozialer KongressundFreie Kirchlich-Soziale Konferenz
Nathusius war führendes Mitglied des 1890 gegründeten Evangelisch-Sozialen Kongresses (ESK). Nachdem es bereits seit 1894 innerhalb des Kongresses zunehmend zu Richtungskämpfen zwischen dem sozial-konservativen und einem eher progressiv-liberalen Flügel der Mehrheit gekommen war, trat anlässlich eines Referates von Elisabeth Gnauck-Kühne (über die soziale Lage der Frauen) auf der Erfurter Jahresversammlung 1895 der rechte Flügel unter Führung von Nathusius aus dem Kongress aus. In der Konservativen Monatsschrift begründet Nathusius seinen Rückzug von dem fünf Jahre lang unterstützten Kongress. Er beklagt dort die nicht kompromissbereite Haltung der Vertreter der Ritschl’schen Theologie (nach Albrecht Ritschl benannt), die zunehmend mit ihrer „modernen Theologie“-Auffassung den Kongress zu bestimmen versuchten. Der Wunsch des konservativen Flügels, Frauen beim Frankfurter Kongress (1894) nicht als Rednerinnen zuzulassen, sei nicht nur nicht vom von Ritschlianern durchsetzten Aktionskomitee berücksichtigt, sondern durch die Übergabe des Hauptreferats beim folgenden Erfurter Kongress an eine Frau als direkte Provokation verstanden worden. 1896 folgte dem Austritt Nathusius’ auch Adolf Stoecker, ein weiterer prominenter Mitbegründer des ESK.
Zusammen mit Nathusius und anderen konservativen Reformtheologen (Ernst Böhme – als erster Generalsekretär, Hermann Cremer, Ludwig Weber) gründete Stoecker ein Jahr später (am 24. April 1897) in Kassel die Freie Kirchlich-Soziale Konferenz (FKSK) – als Gegenbewegung zum als zu liberal eingestuften ESK. Die FSFK band sich eng an die Christlich-Soziale Partei und lehnte eine sozialpolitische Zusammenarbeit mit den Kirchlich-Liberalen ab. Sie wollte dagegen alle einschließen, die „die Mitarbeit der Kirche an der Lösung der sozialen Frage für unerläßlich halten“.
Theologisch orientierte sich die FKSK an der konservativ-orthodoxen Position der von Leopold Schultze und Rudolf Kögel gegründeten Positiven Union, grenzte sich aber von der besonders durch Friedrich Naumann repräsentierten vorsichtigen Öffnung hin zu sozialdemokratischen Positionen in Teilen des Protestantismus entschieden ab. Im Gegensatz zu dem eher theoretisch ausgerichteten ESK verfolgte die FKSK einen stärker praxisorientierten Ansatz und wollte mit der sogenannten „Re-Christianisierung“ dem zurückgehenden Einfluss der Kirche in der Bevölkerung entgegenwirken. Auf der Hauptversammlung der FKSK im April 1899 setzte sich Stoecker gegenüber dem Hauptreferenten Nathusius mit seiner Forderung nach einer Partizipation von Frauen an der kirchlich-sozialen Arbeit durch.

## Familie
Nathusius heiratete 1872 in Wernigerode Helene von Stosch, mit der er drei Kinder hatte: Marie Helene (1874–1915), Hannah (1875–1946) und Marie Helene Auguste (1878–1950). Nach dem Tode seiner ersten Frau 1881 heiratete er 1883 Elisabeth von Wissmann (1854–1923), Tochter von Gustav von Wissmann, eines Gutsbesitzers aus Hinterpommern. Aus dieser Ehe stammen die vier weiteren Kinder Dorothee (1884–1947), Siegfried (1886–1916), Christian Albrecht (1889–1916) und Renate. Beide Söhne fielen im Ersten Weltkrieg. Die Tochter Dorothee war die Ehefrau des in Greifswald und Kiel lehrenden Theologie-Professors Julius Kögel, Sohn des Hofpredigers Kögel.
Der älteste Bruder von Martin von Nathusius war der bereits genannte Philipp von Nathusius-Ludom (1842–1900), ein Verleger und Politiker, dessen Tochter die Schriftstellerin Annemarie von Nathusius (1874–1926) war. Ein anderer Bruder war der Historiker und Archivar Heinrich von Nathusius-Neinstedt.

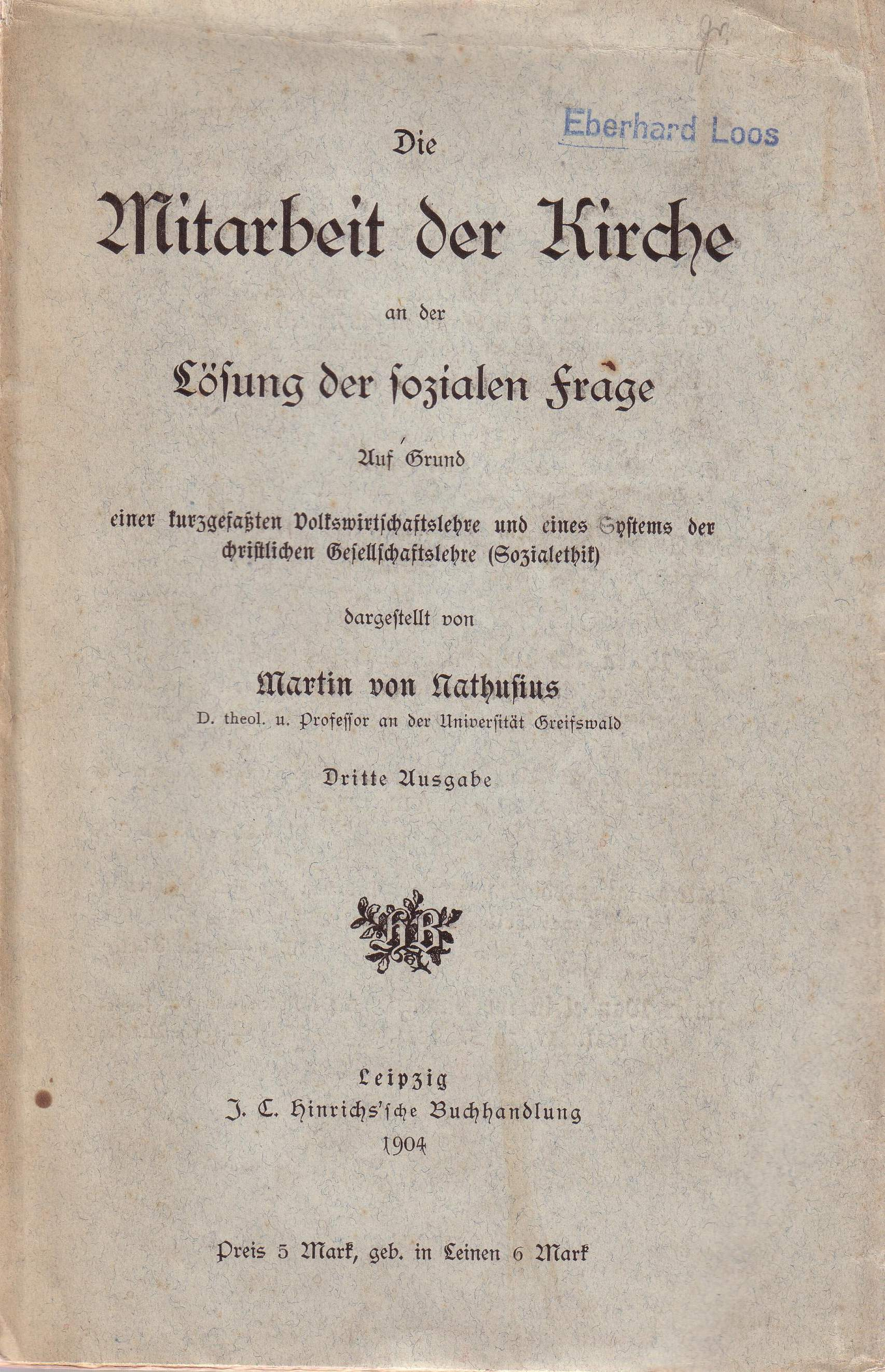
Das Hauptwerk von Martin von Nathusius: Die Mitarbeit der Kirche an der Lösung der sozialen Frage. Auf Grund einer kurzgefassten Volkswirtschaftslehre und eines Systems der christlichen Gesellschaftslehre (Sozialethik) dargestellt von Martin von Nathusius, D. theol. u. Professor an der Universität Greifswald

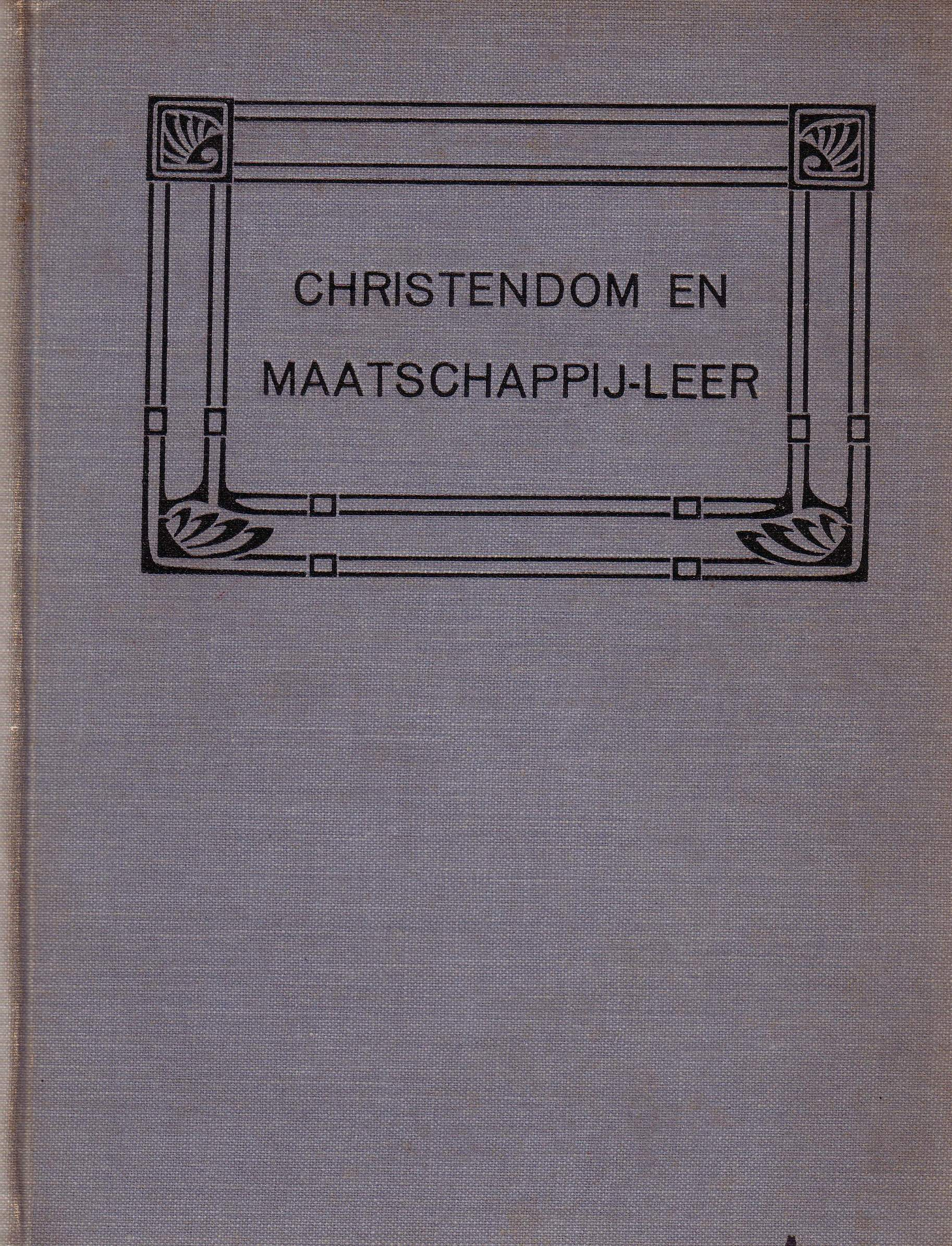
Buchcover des um 1905 bei G. J. A. Ruys in Utrecht verlegten Werkes Christendom en Maatschappij-Leer (etwa: Christentum und Soziallehre) von Martin von Nathusius, mit einem Geleitwort von Jan Rudolph Slotemaker de Bruine (1869–1941), Theologe und von 1626 bis 1939 dreimal holländischer Minister unter anderem für Arbeit und Soziales in den Kabinetten von Ruijs de Beerenbrouck und Colijn

## Werke
- Predigt zur Sedanfeier gehalten zu Quedlinburg 1874. Vieweg, Quedlinburg 1874
- Timotheus. Ein Ratgeber für junge Theologen in Bildern aus dem Leben. J. C. Hinrichs'sche Buchhandlung, Leipzig 1881
- Fünf Predigten von Martin von Nathusius aus der Pfingstzeit 1881. Unser Wandel ist im Himmel. Hinrichs'sche Buchhandlung, Leipzig 1881
- Predigt zum Todtenfeste 1882 gehalten in der S. Benedicti-Kirche. Vieweg, Quedlinburg 1882
- Vom 1. Advent bis Quasimodo. Leipzig 1883
- Naturwissenschaft und Philosophie. Zur Beleuchtung der neuesten materialistischen Kundgebungen du Bois-Reymonds u. a., Heilbronn 1883
- Katechismuspredigten nach der Ordnung des Kirchenjahres. J. C. Hinrichs'sche Buchhandlung, Leipzig 1884
- Vom Sonntage Misericordias Domini bis 27. Sonntage nach Trinitatis. Leipzig 1884
- Bibelfestpredigten geh. am 10. Mai 1885 beim Fest d. Wupperthaler Bibel-Gesellschaft. Buchdruckerei D. B. Wiemann, Barmen 1885
- Das Wesen der Wissenschaft und ihre Anwendung auf die Religion, Empirische Grundlegung für die theologische Methodologie. J. C. Hinrichs'sche Buchhandlung, Leipzig 1885
- Wissenschaft und Kirche im Streit um die theologischen Fakultäten. Henninger, Heilbronn 1886
- Die Verfassung der evangelischen Kirche und die neuesten Versuche zu ihrer Verbesserung in Preussen. Henninger, Heilbronn 1888
- Eine deutsche Dichterin vor 100 Jahren, aus dem Leben unserer Groß- und Urgroßmutter Philippine Engelhardt geb. Gatterer. Ungleich, Leipzig 1890
- Die Mitarbeit der Kirche an der Lösung der sozialen Frage, Auf Grund einer kurzgefaßten Volkswirtschaftslehre und eines Systems der christlichen Gesellschaftslehre (Sozialethik). 2 Bände, J. C. Hinrichs'sche Buchhandlung, Leipzig 1892 und 1894
- Die Kernfrage im Kampf für das Apostolikum gegen die Schule Ritschls. Chr. Belser'sche Buchhandlung, Stuttgart 1893
- Die Inspiration der hl. Schrift und die historische Kritik. Chr. Belser'sche Buchhandlung, Stuttgart 1895
- Was ist christlicher Sozialismus? Leitende Gesichtspunkte für evangelische Pfarrer und solche, die es werden wollen. Berlin 1896
- Die christlich-socialen Ideen der Reformationszeit und ihre Herkunft. Bertelsmann, Gütersloh 1897
- Der Ausbau der praktischen Theologie zur systematischen Wissenschaft, ein Beitrag zur Reform des theologischen Studiums. Hinrichs, Leipzig 1899
- Bibel und Frauenbewegung, Referat und Diskussion, Aus den Verhandlungen des Frauenkursus der freien kirchlich-sozialen Konferenz zu Berlin am 13. bis 15. April 1899. Verlag der Buchhandlung der Berliner Stadtmission, Berlin 1899
- Die Unsittlichkeit von Ludwig XIV. bis zur Gegenwart. Stuttgart 1899
- Fünfzig Jahre innere Mission, Festschrift zur Feier des fünfzigjährigen Bestehens des Knabenrettungs- und Brüderhauses auf dem Lindenhof zu Neinstedt am Harz. Verlag des Lindenhofs, 1900
- Zur Charakteristik der Cirkumcellionen des 4. und 5. Jahrhunderts in Afrika. In: Wissenschaftliche Beilage zum Vorlesungsverzeichnis der Universität Greifswald für das Wintersemester 1900/1901. (Digitalisat in der Digitalen Bibliothek Mecklenburg-Vorpommern)
- Christliche Liebe und soziale Hilfe. Vortrag, gehalten bei der 7. Hauptversammlung der Freien Kirchlich-Sozialen Konferenz zu Düsseldorf am 30. April 1902, mit Diskussion und Preßstimmen. Verlag der Berliner Stadtmission, Berlin 1902
- Über wissenschaftliche und religiöse Gewißheit. Chr. Belser'sche Buchhandlung, Stuttgart 1902
- Handbuch des kirchlichen Unterrichts nach Ziel, Inhalt und Form. Leipzig 1903
- Ueber die Bedeutung christlicher Erkenntnis. Wuppertaler Traktat-Gesellschaft, Barmen 1903
- Die christliche Lehre nach Luthers Kleinem Katechismus. J. C. Hinrichs'sche Buchhandlung, Leipzig 1904
- Das pädagogisch-didaktische Verfahren. J. C. Hinrichs'sche Buchhandlung, Leipzig 1904
- Die Christlich-socialen Ideen der Reformationszeit und ihre Herkunft. Gütersloh 1907

## Übersetzungen
- Pyhän raamatun inspiratsiooni ja historiallinen kritiikki. WSOY, Porvoo, 1907 (finnisch)
- Christendom en Maatschappij-Leer, naar het hoogduitsch van † Dr. M. von Nathusius door H. C. Ruys, G. J. A Ruys, Utrecht, o. J. (holländisch)